# L'Ouragan de feu
L'Ouragan de feu est le deuxième tome de la série Lefranc écrit et dessiné par Jacques Martin, prépublié dans Tintin belge du no 41/59 du 15 octobre 1959 au no 47/60 du 24 novembre 1960 (en France du no 579 du 26 novembre 1959 au no 637 du 5 janvier 1961), avant d'être édité en 1961 par Dargaud.

## Résumé
Quand Lefranc a réservé un billet de train et accompagné Jeanjean à la gare Montparnasse pour rejoindre son oncle Pierra à Saint-Malo, il n'était pas encore au courant que celui-ci lui a envoyé une lettre précisant que son neveu ne devait pas le rejoindre. Alerté par Edouard son domestique, Lefranc appelle l'oncle mais l'oncle semble absent depuis trois jours. Il décide de rejoindre Jeanjean par la route. Une voiture le poursuit mais n'arrive pas à suivre la cadence. Faisant apparemment parti d'une organisation, une nouvelle filature est mise en place, cette fois avec une puissante Facel-Vega bleue. Pendant ce temps, Jeanjean est chloroformé par ses voisins de compartiment. Avec une queue de poisson, la Facel-Vega provoque une embardée de l'Alfa-Romeo de Lefranc qui s’arrête dans le fossé, retardant son arrivée. 
A la gare d'Argentan, les deux ravisseurs emmènent Jeanjean évanoui dans la Facel-Vega qui vient d'arriver. Mais Lefranc arrive peu après et fait le lien, comprenant l'enlèvement de Jeanjean. Il lance sa voiture à pleine vitesse pour rejoindre la Facel-Vega mais c'est peine perdue. Ne sachant pas quelle route suivre, il se dirige vers Saint-Malo mais quand il s’arrête à Pontorson prendre de l'essence, la Facel-Vega bleue lui passe devant. Le pompiste ayant reconnu la voiture de M. Fiuselli, un inspecteur de la société pétrolière SOIL qui habite le Mont Saint-Michel, Lefranc change de voiture. Il poursuit la trace de Jeanjean sur le monument en compagnie de Martial, un guide officiel. Celui-ci ne connait pas de Fiuselli mais reconnait la Facel-Vega bleue de M. Ficher, magnat du pétrole, qui habite dans une maison en contrebas qui est reliée à des souterrains.
Dans cette maison, quatre hommes discutent de la façon dont Jeanjean est retenu prisonnier dans les sous-sols et du fait que Lefranc a disparu. Ceux-ci sont interrompus par un groupe en train de poser des micros et d’enquêter sur eux. Lefranc de son côté prend rendez-vous avec son guide pour visiter les sous-sols du Mont St-Michel dans la nuit. A son hôtel, un inconnu lui présente des photos du kidnapping de Jeanjean. Interloqué il fait mine de ne pas reconnaitre les photos, l'homme s'enfuit.
A 11 heures du soir, Martial fait pénétrer Lefranc dans les souterrains pour libérer Jeanjean tandis que Ficher, le commanditaire de l'affaire, rejoint sa propriété, le château Karhais. Il y est rejoint par Fiuselli qui veut déplacer Jeanjean de sa cachette. Le plan approuvé, Fiuselli avertit ses hommes qui rejoignent Lefranc et Jeanjean alors en train de s'échapper par les sous-sols. Ils sont sauvés par le mystérieux groupe qui repousse les ravisseurs.  
Fisher énervé par la perte de Jeanjean consigne Fiuselli dans le château et fait appel au marquis Ponti Di Marco alias Alex Borg pour le remplacer. Il arrive de Tanger en hydravion dès le lendemain. Lefranc et Jeanjean laissent leurs sauveurs et récupèrent l'Alfa-Roméo sous la protection de la police. Il se dirigent vers Saint-Malo. On apprend que l'oncle de Jeanjean a créé une formule permettant de créer du pétrole à partir de l'eau de mer ce qui affole Ficher et intéresse le gouvernement français. La maison de St-Malo étant fermée, Jeanjean se rappelle d'une maison de vacances de son oncle à Morgastel où ils se dirigent immédiatement. Mais ils sont suivis à distance à la fois par les stations essences SOIL disséminées sur leur parcours et la police nationale. Arrivés chez Yves Le Guen, le cousin de Jeanjean, celui-ci accueille froidement Lefranc et désire garder Jeanjean. Il offre néanmoins l'hospitalité à Lefranc tandis que Borg arrive en hydravion sur place.
La nuit venue, Jeanjean est embarqué sur le chalutier de Le Guen sans avertir Lefranc. Il fausse également compagnie au bateau des agents secrets qui le suivait. Le lendemain soir, Lefranc fouillant dans les affaires de Le Guen trouve qu'il est propriétaire du phare le Tergaou situé au nord des rochers de Kerguen. La maison est prise d'assaut par des hommes armés dirigés par Borg qui se dévoile. Essayant de fausser compagnie à ses ravisseurs, Lefranc est assommé par l'explosion d'une grenade lancée par Borg qui s'enfuit en mer pour rejoindre le yacht Sunderland de Fisher encré près d'une petite île. Le lendemain le yacht est repéré par des Fouga-Magister de l'armée française. Lefranc a été récupéré par l'inspecteur Renard à bord du bateau des agents secrets.  S'enfuyant vers le large, Borg aperçoit une barque nommée Jeanjean au pied du phare Tergaou, il s’apprête à y débarquer mais en est empêché par un sous-marin de la marine nationale qui déclare la zone militarisée. Des bâtiments de guerre arrivent ensuite sur place tandis que Fisher rejoint son yacht en hydravion. Voyant le phare encerclé par l'armée, Borg demande à ébruiter l'affaire. L'annonce de l'invention provoque un crash boursier et des émeutes. 
Lefranc force le blocus de la marine et s'infiltre avec un équipement de plongé malgré le feu nourri. Il atteint de justesse le phare et rejoint Jeanjean et son oncle. Les armées américaines et britanniques entourent maintenant l'îlot en plus de la marine française. Le premier ministre doit se présenter au phare mais un ouragan venu du nord l'en empêche. Celui-ci est remplacé par Borg et ses hommes déguisés en marins. Borg obtient la formule du professeur et embarque la réserve de composants déjà créés. Mais l'ouragan se déchaine. Borg réussit a emporter quelques caisses à bord de son embarcation et s’apprête a s'enfuir. Le produit s'est rependu en mer et se transforme rapidement en pétrole. Borg en tirant sur Lefranc met le feu à la mer. Lefranc essaye de se réfugier sur le phare tandis que la côte entière s'embrase, le feu attisé par l'ouragan. Le feu apaisé, Lefranc, Jeanjean et des techniciens prennent la mer à bord d'un pneumatique et finalement le phare explose. Ils arrivent enfin sain et saufs à Morgastel dévasté.

## Personnages
- Guy Lefranc
- Jeanjean
- Inspecteur Renard
- Axel Borg
- Arnold Fischer
- Pierre Le Gall
- Edouard, le domestique de Lefranc

## Véhicules

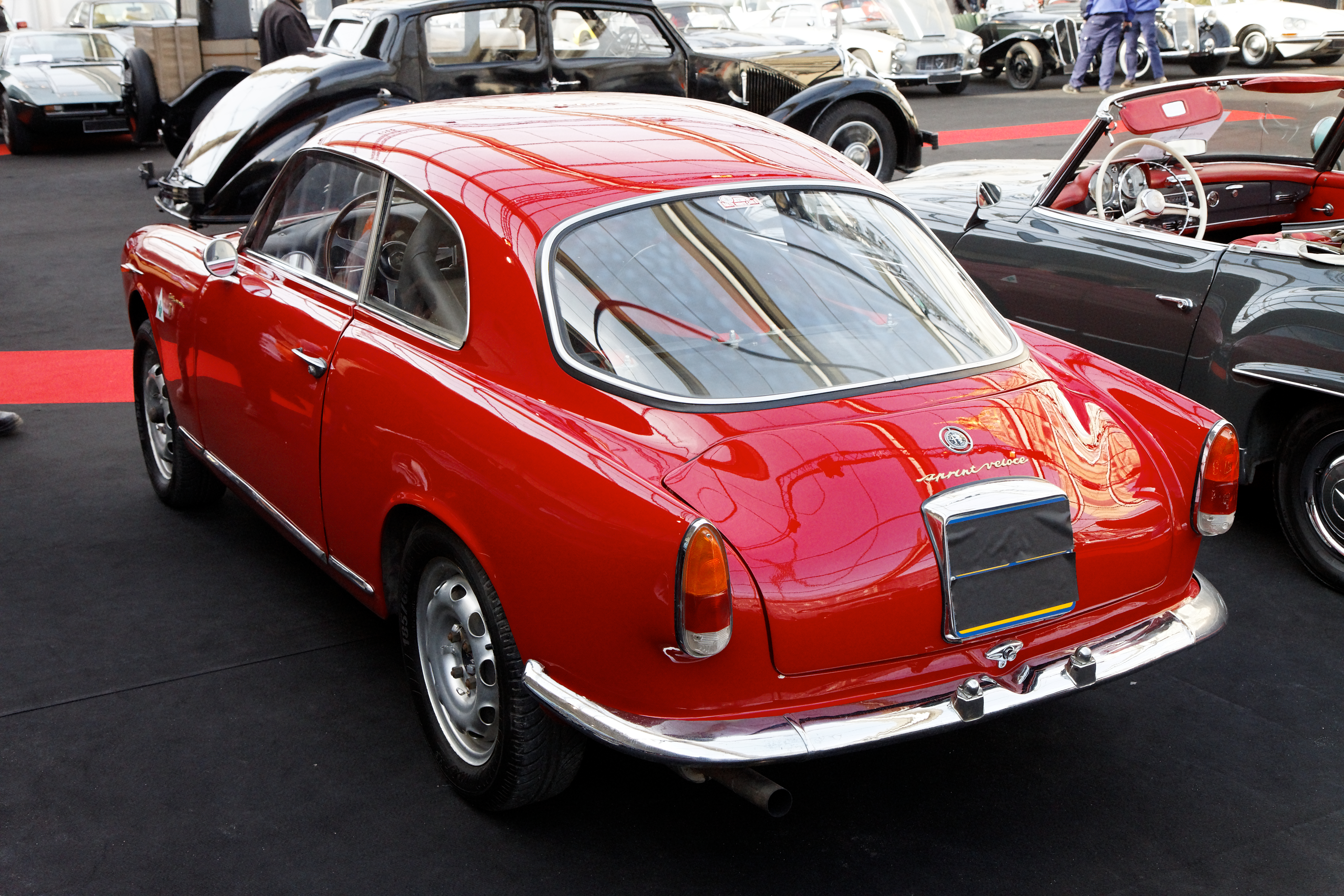
Une Alfa Romeo Giulietta Sprint Veloce semblable à celle de Lefranc

- L'Alfa Romeo Giulietta Sprint Veloce rouge de Guy Lefranc.
- La Simca Présidence noire des bandits.
- La Facel Vega HK 500 bleue des bandits.
- La Peugeot 202 noire du garagiste de Pontorson.
- La Mercedes 190 SL rouge des touristes au mont Saint-Michel.
- Le fourgon Renault Goélette rouge des bandits.
- La Citroën ID19 rouge des bandits.
- La Jaguar Mark 2 bleue du fripier de Londres.